# Het Parool
Het Parool (pron. olandese: [ˈɦɛt paːˈroːl]; lett. "il motto" o "la parola d'ordine") è un quotidiano dei Paesi Bassi con sede ad Amsterdam. La sua prima pubblicazione risale al 10 febbraio 1941, come documento di resistenza durante l'occupazione tedesca dei Paesi Bassi.

## Storia

### Seconda guerra mondiale
Il giornale è stato preceduto da una bollettino creato nel maggio 1940 da Frans Goedhart. Alla fine del 1940 Wim van Norden si unì al gruppo dei produttori della bollettino, diventato poi direttore del giornale tra il 1945 e il 1979. Nel 1944 il giornale, illegale e perseguitato dagli occupanti nazisti, raggiunse comunque una tiratura di circa 100.000 copie, distribuite dalla resistenza olandese. Altri importanti contributori in quest'epoca furono Simon Carmiggelt e Max Nord, che vivevano con Van Norden e le loro famiglie sul Reguliersgracht, nella sede del giornale, che non fu mai scoperta dagli occupatori tedeschi.
Numerosi dipendenti furono catturati e uccisi dai tedeschi e dai loro collaboratori olandesi. Alphons Meeuwis, che distribuì il giornale, fu arrestato nel 1941. Nunes Vaz fu arrestato dalla Gestapo il 25 ottobre 1942 e deportato nel campo di concentramento di Sobibór.

### Dopoguerra

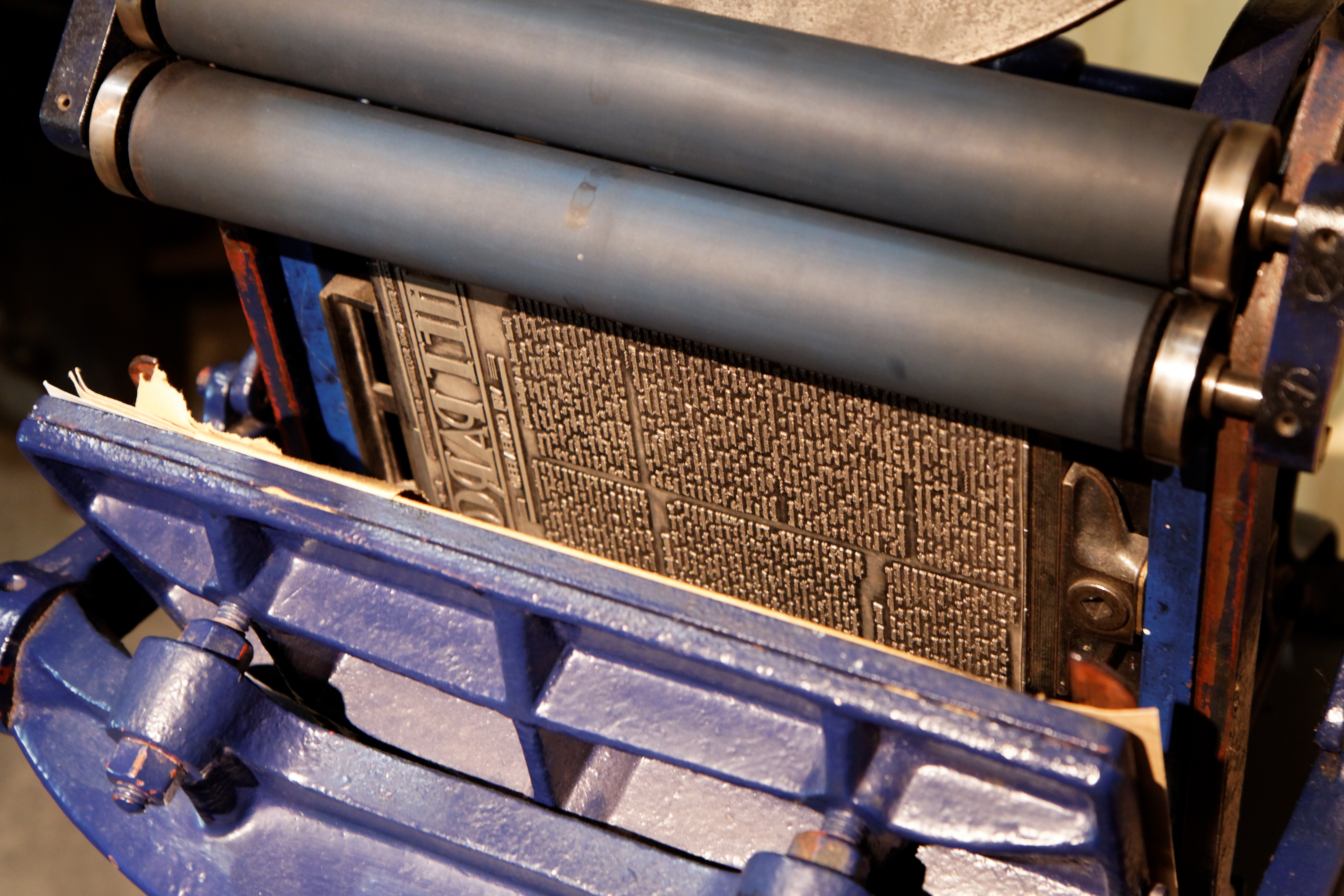
Macchina da stampa dellHet Parool

Dopo la guerra, Het Parool si trasformò rapidamente in uno dei giornali più importanti dei Paesi Bassi, in parte perché apprezzato da gran parte della popolazione come il maggiore giornale della resistenza e in parte perché fu vietata la pubblicazione dei giornali che avevano collaborato con i tedeschi durante l'occupazione del paese.
Oltre alla sua pubblicazione principale, Het Parool pubblicava riviste e giornali locali nei Paesi Bassi, tra cui Het Rotterdamsch Parool (1947–1971), Nieuw Utrechtsch Dagblad, Haagsch Dagblad, e Het Flevoparool. Queste pubblicazioni locali furono tutte interrotte fra la fine degli anni Sessanta e la fine degli anni Ottanta.
Il numero di lettori raggiunse il suo apice a metà degli anni '60 con oltre 400.000 abbonamenti, diventando all'epoca il secondo giornale più grande dei Paesi Bassi. Nell'ultima parte degli anni '60, il giornale, sotto la guida del caporedattore conservatore Herman Sandberg, sostenne con veemenza la guerra del Vietnam, alienando una fetta importante dei lettori del giornali, in maggioranza liberali e di sinistra, dando così inizio a un costante calo degli abbonamenti che sarebbe durato quasi quaranta anni.

### Perscombinatie e PCM
Nel 1968 Het Parool fondò la casa editrice Perscombinatie (lett. "combinazione della stampa") con il concorrente De Volkskrant, principalmente per partecipare agli investimenti in nuove macchine da stampa. Nel 1973 anche il Trouw, un altro giornale associato alla resistenza, si unì alla società.

All'inizio Het Parool era il giornale principale, ma a causa della sua diffusione in calo De Volkskrant ha assunto il ruolo principale all'interno della società a partire dai primi anni ottanta sebbene il proprietario di Het Parool, Stichting Het Parool, sia rimasto l'azionista di maggioranza con il 57% delle azioni. Dopo la fusione di Stichting Het Parool con l'editore di libri Meulenhoff, i due formarono la Perscombinatie e Meulenhoff & Company (PCM). Nel 1992 PCM era il più grande editore dei Paesi Bassi; nel 1995, PCM ha rilevato il collega Nederlandse Dagbladunie, editore dei quotidiani NRC Handelsblad e Algemeen Dagblad.

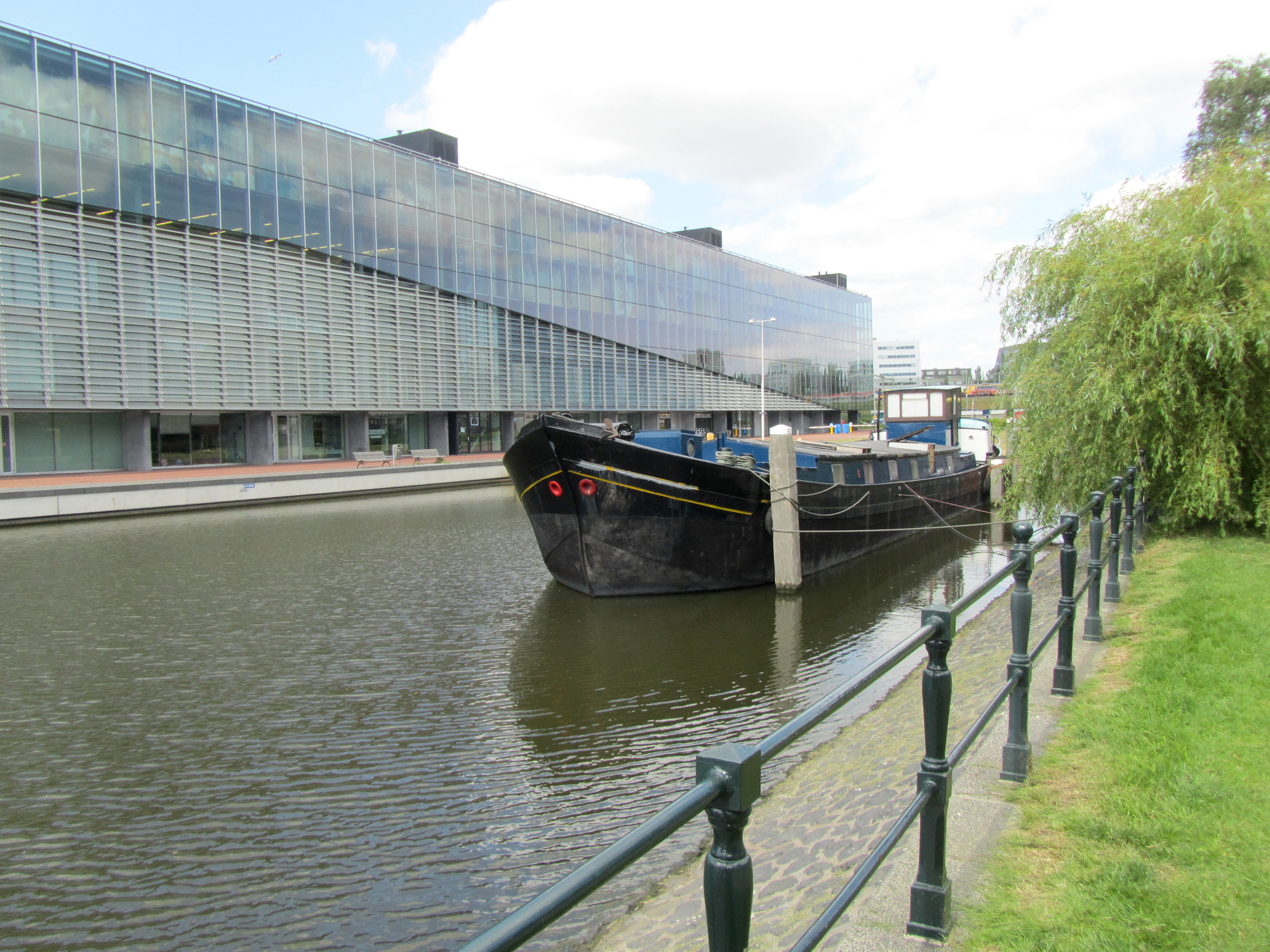
Gli uffici dellHet Parool sull'Oostenburgereiland, ad Amsterdam

### Chiusura e riapertura
Negli anni '90, Het Parool iniziò a registrare perdite dovute alla forte concorrenza e alla mancanza di investimenti da parte di PCM. Il giornale ha messo in atto diversi programmi per contrastare questo fenomeno, fra i quali il passaggio da giornale nazionale a giornale locale di Amsterdam nel 1997, ma con scarso successo. Nel 2002 la PCM annunciò la chiusura del giornale, citando come causa perdite di profitto sostanziali e un calo nel numero di lettori.
In seguito, l'azionista di maggioranza Stichting Het Parool ha optato per un salvataggio del management del giornale, ponendo di fatto fine alla sua proprietà di PCM in cambio dei diritti di pubblicare Het Parool . Il piano di salvataggio è entrato in vigore il 1º gennaio 2003. PCM è stata successivamente acquisita dal gruppo di investimento britannico Apax Partners, accumulando ingenti debiti.

### De Persgroep e DPG Media
Per rafforzare questa nuova base di proprietà De Persgroep, il più grande editore di giornali in Belgio, ha assunto una sostanziale quota di minoranza nella giornale, insieme alla partecipazione di minoranza sia dei collaboratori che dei lettori. Come giornale autonomo, Het Parool è rimasto nazionale, ma concentrandosi sulla sua base di Amsterdam.
Nella nuova configurazione, e dopo un licenziamento collettivo di 43 dipendenti, Het Parool è tornata in utile entro un anno. Il 30 marzo 2003. Het Parool è diventato il primo giornale nei Paesi Bassi a passare dal formato broadsheet a quello tabloid, una mossa che da allora è stata seguita da tutti gli altri giornali principali e locali del paese. In un mercato in declino, Het Parool è stato uno dei pochi quotidiani nei Paesi Bassi in grado di espandere il proprio numero di lettori ogni anno fino al 2011. Ha realizzato un profitto ogni anno dal suo salvataggio.
Per De Persgroep, con sede in Belgio, Het Parool è servito come primo punto d'appoggio nei Paesi Bassi, portando all'acquisizione della maggioranza della PCM in difficoltà nel 2009. Nel 2011, Het Parool è stata riassorbita dal PCM, che è stata ribattezzata De Persgroep Nederland. L'ex management della Stichting Het Parool iniziò a gestire l'azienda, ristabilendo da vicino la situazione Perscombinatie degli anni '70.
Tra il 2001 e il 2011, Het Parool ha gestito il proprio teatro come forum di dibattito e cultura.
Nel febbraio 2012, Het Parool ha acquisito la stazione televisiva commerciale AT5 con sede ad Amsterdam con l'emittente pubblica AVRO e la stazione televisiva regionale RTV Noord-Holland per formare una nuova società multimediale, che includerà anche le attività online sia di Parool che di AT5, all'interno di De Persgroep.